# علاقة مشروعة (مسلسل)
علاقة مشروعة هو مسلسل مصري دراما إجتماعي عرض في رمضان 1444 هـ (23 مارس 2023). المسلسل من إخراج خالد مرعي وبطولة ياسر جلال، مي عمر، داليا مصطفى، مراد مكرم، بسنت شوقي وميمي جمال.

## قصة المسلسل
يتورط عمرو في علاقة مع بثينة- الزوجة السابقة لشريكه أمجد- ويضطر للزواج منها سرا، وإخفاء الأمر عن زوجته الأولى عاليا، ومع تتطور الأمور يجد عمرو نفسه في حيرة بين أمجد وبثينة وعاليا، وعليه اتخاذ قرارا صعبا لمواجهة ما يحدث.

## طاقم التمثيل
- ياسر جلال
- مي عمر
- داليا مصطفى
- مراد مكرم
- بسنت شوقي
- ميمي جمال
- نضال الشافعي
- جودي مسعود
- عمر رزيق
- وردشان مجدي
- محمود فارس